# Арнолд Палмер
Арнолд Деніел Палмер (англ. Arnold Daniel Palmer; 10 вересня 1929 — 25 вересня 2016) — американський гравець у гольф, один із найвизначніших в історії цього виду спорту. Відомий під прізвиськом Король. 
Розквіт спортивної кар'єри Палмера припадає на кінець 1950-х — початок 1960-х, тобто на час становлення телебачення. Він був однією з перших значних спортивних телезірок у США. Разом із Джеком Нікласом та Гері Плеєром вони складали Велику трійцю гольфу.
1974 року Палмера індуктовано до Міжнародної зали слави гольфу, а в 1998 він отримав нагороду PGA-туру за життєві досягнення.

## Перемоги в мейджорах
- Мастерз — 4 рази (1958, 1960, 1962, 1964)
- Відкритий чемпіонат США — 1 раз (1960)
- Відкритий чемпіонат Британії — 2 рази (1961, 1962)

## Міжнародні змагання
Палмер грав за збірну США в кубку Райдера в 1961, 1963, 1965, 1967, 1971, 1973 роках, кожного разу добиваючись перемоги. 1963 року він одночасно був капітаном команди. 1975 року він був капітаном команди, але вже не грав за неї. І цього разу збірна США здобула перемогу.